# Hoc erat in votis
La locuzione latina hoc erat in votis, tradotta letteralmente, significa questo era il mio desiderio (Orazio, Satire, Libro II, 6. 2).
Il sogno del poeta era di possedere un appezzamento di terra né piccolo né grande, nel quale vi fosse un orto, una fonte di acqua viva presso la casa e anche un po' di bosco dove per poter vivere lontano dalla città, e per questo avrebbe dovuto ringraziare, il suo generoso protettore Mecenate, che gli diede in dono una villa in Sabina. La frase si usa, mutando a volte, il verbo erat in est, per esprimere un desiderio o un auspicio.